# Oleg Iwanowitsch Betin

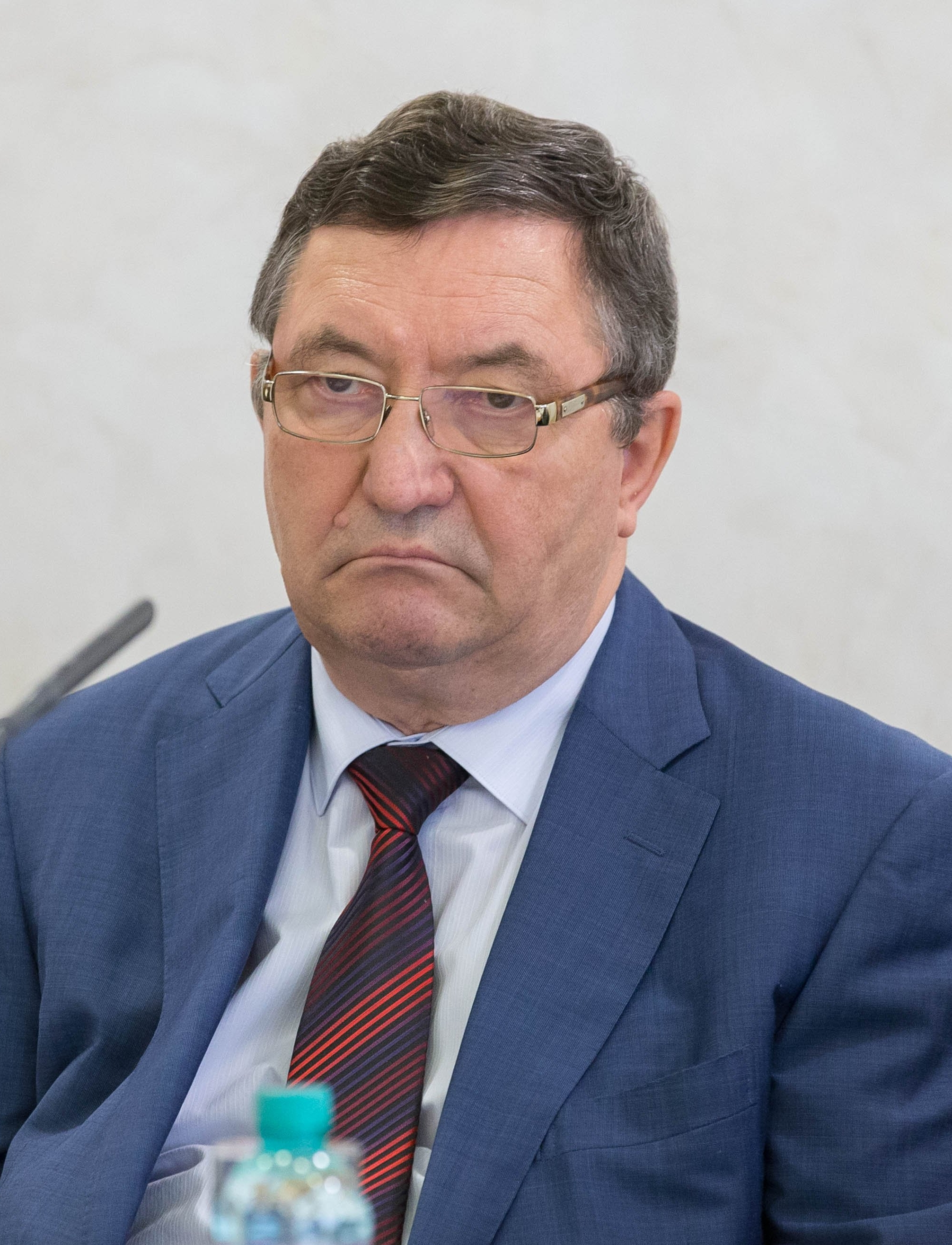
Oleg Iwanowitsch Betin, 30. Juni 2016

Oleg Iwanowitsch Betin (russisch Олег Иванович Бетин; * 25. August 1950 in Tambow; † 17. Juni 2023) war ein russischer Politiker der Partei Einiges Russland. Er war von März bis Dezember 1995 sowie von Dezember 1999 bis Mai 2015 Gouverneur der Oblast Tambow.
Im Dezember 1995 verlor Betin bei den Gouverneurswahlen gegen Alexander Rjabow, Kandidat der Kommunistischen Partei, und wurde als presidential representative der Region bestellt. Im Dezember 1999 gewann er die Gouverneurswahlen. Am 7. Dezember 2003 wurde er mit 70 % der Stimmen wiedergewählt. Am 9. Juli 2005 nominierte ihn Präsident Wladimir Putin als Leiter der Administration der Oblast Tambow, drei Jahre vor dem eigentlichen Ablauf seiner Amtszeit und nachdem er von der lokalen Duma am 13. Juli bestätigt worden war. Im Juli 2010 verlängerte sich seine Amtszeit um weitere fünf Jahre. Zwei Monate vor Ablauf seiner Amtszeit trat Betin von seinem Amt zurück und wurde durch den bisherigen Vorsitzenden des Regionalparlaments Alexander Nikitin ersetzt.
Vom Zentrum für Extremal-Journalistik, das zum russischen Journalistenverband gehört, wurde er im Juli 2000 in einer Liste der Feinde der russischen Presse an vierter Stelle geführt.
Am 16. April 2008 wurde der damalige Bürgermeister von Tambow, Maxim Kosenkow, wegen angeblicher Entführung seines angeblichen Liebhabers, der schon am 28. März 2008 von einer Spezialeinheit befreit wurde, verhaftet und am 22. April angeklagt. Der ganze Fall ist sehr unklar und fragwürdig, politische Intrigen sind nicht auszuschließen. Es gab das Gerücht, dass sich Kosenkow um den Gouverneursposten bewerben wolle. Betin ersetzte ihn daraufhin durch einen neuen Bürgermeister, von dem versichert wird, er sei orthodox und ein guter Familienvater. In einem Interview mit Wladimir Worsobin von der Komsomolskaja Prawda, das am 16. Mai 2008 erschien, ließ er seiner Wut über die „schwule Kloake“ in seiner Stadt freien Lauf und sagte: „Toleranz? Zur Hölle damit! „Blaue“ (entspricht etwa „Schwuchteln“) sollte man in Stücke reißen und die Teile in alle Himmelsrichtungen verstreuen. […] Ich bin gegen Perversion. Die Prinzipien der Orthodoxie sollten unberührt bleiben.“ Ein Kriminalverfahren wurde nicht eingeleitet, und ein Zivilverfahren wurde aus verfahrenstechnischen Gründen abgewiesen. Einer Demonstration gegen Betin, die am 10. Oktober 2008 stattfinden sollte, stimmten die Behörden zu. Sie war somit die erste genehmigte Demonstration der russischen Schwulenbewegung.